# Concerto pour violon no 6 de Mozart
 (décembre 2015).
Pour les articles homonymes, voir Concerto pour violon (homonymie).
Le Concerto pour violon no 6 de Mozart, K. 268 en mi bémol majeur, dont seule l'ébauche écrite en 1785 est authentifiée comme étant de la main du compositeur, aurait été achevé et orchestré par le violoniste Johann Friedrich Eck en 1786.

## Historique
Ce concerto pour violon a été publié par Johann André en 1799. Un écrivain contemporain indique que le concerto aurait été composé en 1784 et qu'il avait été joué à Eck par Mozart. Cependant la veuve de Mozart, Constance, a déclaré que si ce concerto est authentique, il doit avoir été composé plus tôt. Ludwig von Köchel date le concerto de 1776 dans son catalogue, lui attribuant le numéro K. 268. Une hypothèse commune faite dans la deuxième moitié du XIXe siècle a été que la pièce se base sur un matériau authentique de Mozart mais a été élaborée par un compositeur moins qualifié. Cecil B. Oldman estime que l'œuvre a des similitudes stylistiques avec la Symphonie concertante pour violon et alto de Mozart, K. 364, et que c'est Eck qui a complété le concerto.
Alfred Einstein propose comme date de l'œuvre 1780 dans sa troisième édition du catalogue Köchel, lui attribuant le numéro K. 365b. En 1978, en comparant ce concerto avec plusieurs concertos de violon authentiques de Eck, Walter Lebermann confirme la probable attribution de l'œuvre à Eck et donne une datation avant 1790. La sixième édition en 1980 du catalogue Köchel retire ce concerto du catalogue principal pour le mettre dans l'appendice avec les œuvres douteuses ou faussement attribuées avec le numéro K. Anh.C 14.04. Le concerto n'est plus retenu dans la Neue Mozart-Ausgabe.

## Structure
1. Allegro moderato
2. Un poco adagio : les cordes seules sans les vents
3. Rondo : allegretto

- Durée d'exécution : vingt-quatre minutes